# Årstastråket

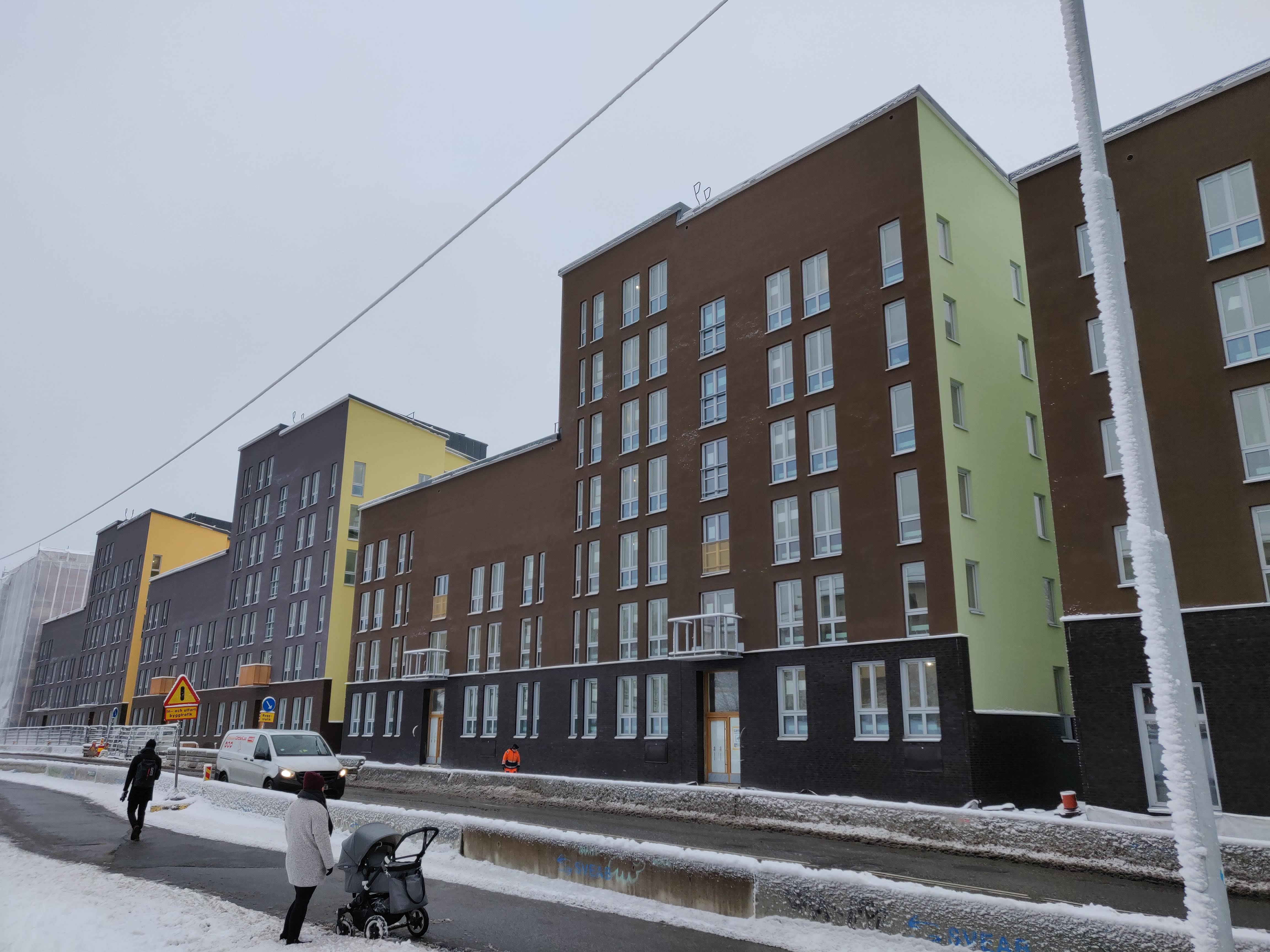
Familjebostäders hyresrätter under byggnad på Johanneshovsvägen december 2018.

Årstastråket är ett informellt område mellan Årstafältet och Slakthusområdet i Stockholm. Under 2010-talet genomfördes en större omvandling av området med planer på 3000 nya bostäder samt en grundskola, flera förskolor, kontor och butikslokaler. Omvandlingen planerades att genomföras inom tre etapper, där inflyttning till den första etappen längs Johanneshovsvägen vid korsningen till Årstavägen påbörjades 2017.
Etapp 2 planerades längs med spåren mellan tvärbanestation Valla Torg och Årstavägen/Johanneshovsvägen. Bebyggelsen planerades bestå av hyresrätter, bostadsrätter, studentbostäder, förskolor samt en park.
Etapp 3 är planerad bebyggelse runt rondellen vid Bolidenplan bestående av fyra detaljplaner vilka inkluderar bland annat 1500–2000 bostäder, F–9 grundskola och en idrottshall.